# Bledius unicornis
Bledius unicornis é uma espécie de insetos coleópteros polífagos pertencente à família Staphylinidae.
A autoridade científica da espécie é Germar, tendo sido descrita no ano de 1825.
Trata-se de uma espécie presente no território português.